# Aeropuerto Néstor Carlos Kirchner
El Aeropuerto Néstor Carlos Kirchner (IATA: GGS - OACI: SAWR) es un aeropuerto argentino que da servicio a la localidad de Gobernador Gregores, Santa Cruz.
Recibe vuelos de la aerolínea LADE.

## Aerolíneas y destinos

### Aerolíneas y destinos cesados
- LADE (Comodoro Rivadavia, El Calafate, Puerto San Julián, Puerto Santa Cruz)